# Nops virginicus
Nops virginicus (лат.) — вид мелких пауков рода Nops из семейства Caponiidae. Центральная Америка: Американские Виргинские острова (США).

## Описание
Длина голотипа самца 9,15 мм, брюшко до 4,5 мм.
Вид Nops virginicus был впервые описан в 2010 году кубинским арахнологом Александром Санчес-Руисом (Alexander Sánchez-Ruiz; Centro Oriental de Ecosistemas y Biodiversidad, Museo de Historia Natural «Tomás Romay», Сантьяго-де-Куба, Куба) вместе с таксоном Nops enae. Таксон Nops virginicus включён в состав рода Nops MacLeay, 1839 и назван по имени островов, где обнаружен. Ранее на Американских Виргинских островах был известен только один вид (Nops blandus (Bryant, 1942)), а на всех Карибских островах обнаружены близкие по строению таксоны: Nops coccineus Simon, 1891; Nops enae Sánchez-Ruiz, 2004; Nops flutillus Chickering, 1967; Nops gertschi Chickering, 1967; Nops siboney Sánchez-Ruiz, 2004; Nops toballus Chickering, 1967 и другие.